# Giải bóng đá ngoại hạng Burundi
Giải bóng đá ngoại hạng Burundi (hay có tên Amstel Ligue) là hạng đấu cao nhất của bóng đá Burundi. Giải đấu được thành lập năm 1972, có 16 đội thi đấu 30 vòng trên sân  nhà và sân khách.
Năm 2009, giải rút xuống còn 12 đội.

## Đội bóng Amstel Ligue 2015-16
- Aigle Noir FC (Makamba)
- AS Inter Star (Bujumbura)
- Athlético Olympic FC (Bujumbura)
- Bujumbura City FC
- Flambeau de l'Est (Ruyigi)
- Le Messager FC de Bujumbura (Bujumbura)
- Le Messager FC de Ngozi (Ngozi)
- Les Crocos FC (Xuống hạng)
- Les Eléphants FC (Xuống hạng) (Bubanza)
- Les Jeunes Athlétiques (Xuống hạng)
- LLB Sports4Africa FC (Bujumbura)
- Magara Star (Nyanza Lac)
- Muzinga FC (Bujumbura)
- Olympic Muremera
- Olympique Star
- Vital'O FC (Bujumbura)

## Đội vô địch trước đây
- 1963: Stella Matutina FC (Bujumbura)
- 1964: Stella Matutina FC (Bujumbura)
- 1965: Maniema Fantastique (Bujumbura)
- 1966: Maniema Fantastique (Bujumbura)
- 1967: Maniema Fantastique (Bujumbura)
- 1968: Maniema Fantastique (Bujumbura)
- 1969: Espoir FC (Bujumbura)
- 1970: Inter FC (Bujumbura) **
- 1971: TP Bata (Bujumbura) ***
- 1972: Sports Dynamic (Bujumbura) **
- 1973: không tổ chức, vì chiến tranh dân sự cuối năm 1972 khi những vụ thảm sát xảy ra ngăn cản việc khởi đầu giải đấu và được kết thúc cuối năm 1973
- 1974: Inter FC (Bujumbura) **
- 1975: Inter FC (Bujumbura)
- 1976: Prince Louis FC (Bujumbura) **
- 1977: Inter FC (Bujumbura)  */**
- 1978: Inter FC (Bujumbura) **
- 1979: Vital'O FC (Bujumbura)
- 1980: Vital'O FC (Bujumbura)
- 1981: Vital'O FC (Bujumbura)
- 1982: Maniema Fantastique (Bujumbura) **
- 1983: Vital'O FC (Bujumbura)
- 1984: Vital'O FC (Bujumbura)
- 1985: Inter FC (Bujumbura)
- 1986: Vital'O FC (Bujumbura)
- 1987: Inter FC (Bujumbura) **
- 1988: Inter FC (Bujumbura) *
- 1989: Inter FC (Bujumbura) **
- 1990: Vital'O FC (Bujumbura)
- 1991: AS Inter Star (Bujumbura) **
- 1992: AS Inter Star (Bujumbura)
- 1993: not held or abandoned
- 1994: Vital'O FC (Bujumbura)
- 1995: Maniema Fantastique (Bujumbura)
- 1996: Vital'O FC (Bujumbura)
- 1997: Maniema FC (Maniema)
- 1998: Vital'O FC (Bujumbura)
- 1999: Vital'O FC (Bujumbura)
- 2000: Vital'O FC (Bujumbura)
- 2001: Prince Louis FC (Bujumbura)
- 2002: Muzinga FC (Bujumbura)
- 2003: không hoàn thành
- 2004: Athlético Olympic FC (Bujumbura)
- 2005: AS Inter Star (Bujumbura)
- 2006: Vital'O FC (Bujumbura)
- 2007: Vital'O FC (Bujumbura)
- 2008: AS Inter Star (Bujumbura)
- 2009: Vital'O FC (Bujumbura)
- 2010: Vital'O FC (Bujumbura)
- 2010–11: Athlético Olympic FC (Bujumbura)
- 2011–12: Vital'O FC (Bujumbura)
- 2012–13: Flambeau de l'Est (Ruyigi)
- 2013–14: LLB Académic FC (Bujumbura)
- 2014–15: Vital'O FC (Bujumbura)
- 2015–16: Vital'O FC (Bujumbura)

* Vital'ô bị loại vì "trường hợp Tchambala".
** Vital'ô xếp thứ hai.
*** Vital'ô được thành lập với tên gọi Rwanda Sport FC năm 1957, đổi tên thành ALTECO từ 1962 đến 1965, thành Tout Puissant Bata từ 1966 đến 1970, sau đó hợp nhất với Rapide năm 1971 để trở thành Espoir từ 1971 đến 1972, và đổi tên thành Vital'ô năm 1972.

## Thành tích theo câu lạc bộ
| Câu lạc bộ                        | Thành phố | Số danh hiệu | Danh hiệu gần đây nhất |
| --------------------------------- | --------- | ------------ | ---------------------- |
| Vital'O FC [includes TP Bata]     | Bujumbura | 20           | 2015–16                |
| Inter FC                          | Bujumbura | 9            | 1989                   |
| Maniema FC [includes Fantastique] | Bujumbura | 7            | 1997                   |
| AS Inter Star                     | Bujumbura | 4            | 2008                   |
| Athlético Olympic FC              | Bujumbura | 2            | 2010–11                |
| Prince Louis FC                   | Bujumbura | 2            | 2001                   |
| Stella Matutina FC                | Bujumbura | 2            | 1964                   |
| LLB Académic FC                   | Bujumbura | 1            | 2013–14                |
| Flambeau de l'Est                 | Ruyigi    | 1            | 2012–13                |
| Muzinga FC                        | Bujumbura | 1            | 2002                   |
| Sports Dynamic                    | Bujumbura | 1            | 1972                   |
| Espoir FC                         | Bujumbura | 1            | 1969                   |

## Vua phá lưới
| Năm  | Cầu thủ              | Đội bóng   | Số bàn thắng |
| 1998 | Wembo Sutche         | Vital'O FC | 15           |
| 2007 | Wembo Sutche         | Vital'O FC | 12           |
| 2008 | Eric Gatoto          | Vital'O FC | 18           |
| 2013 | Samuel L.F.S. Murray | Vital'O FC | 33           |